# Улыбинский сельсовет
Улыбинский сельсовет — сельское поселение в Искитимском районе Новосибирской области Российской Федерации.
Административный центр — село Улыбино.

## История
Статус и границы сельского поселения установлены Законом Новосибирской области от 2 июня 2004 года № 200-ОЗ «О статусе и границах муниципальных образований Новосибирской области»

## Население
| 2002  | 2010  | 2012  | 2013  | 2014  | 2015  | 2016  |
| ----- | ----- | ----- | ----- | ----- | ----- | ----- |
| 2207  | ↘2093 | ↗2136 | ↘2120 | ↗2134 | ↗2151 | ↘2112 |
| 2017  | 2018  | 2019  | 2020  | 2021  |       |       |
| ↘2082 | ↘2064 | ↗2068 | ↘2037 | ↘2002 |       |       |

## Состав сельского поселения
| № | Населённый пункт | Тип населённого пункта       | Население |
| - | ---------------- | ---------------------------- | --------- |
| 1 | Первомайский     | посёлок                      | ↘365      |
| 2 | Улыбино          | село, административный центр | ↘1500     |
| 3 | Чупино           | деревня                      | ↘228      |